# Rostislav Vojáček
Rostislav Vojáček (* 23. února 1949, Křenovice) je bývalý československý fotbalový reprezentant a legenda klubu FC Baník Ostrava.

## Fotbalová kariéra
Začínal v Sokolu Křenovice, za mládež pokračoval ve Slavoji Kojetín, během základní vojenské služby hrál za VTJ Dukla Kroměříž a Duklu Tábor. Po vojně nastoupil roku 1970 do Baníku Ostrava. Tam zůstal po celou svoji hráčskou kariéru, s výjimkou čtyřzápasového hostování v tehdy druholigové Zbrojovce Brno na jaře 1984. Kariéru ukončil v roce 1986.
Odehrál na pozici obránce v klubu Baníku Ostrava 380 ligových zápasů, což je dosud klubový rekord. Za svoji kariéru vstřelil 27 ligových branek a třikrát získal mistrovský titul. Čtyřicetkrát nastoupil za Baník v evropských pohárových soutěžích. V reprezentaci odehrál za Československo 40 zápasů a vstřelil jeden gól. Ve 4 utkáních byl kapitánem reprezentace. Na mistrovství Evropy v roce 1980 nastoupil ve dvou zápasech a podílel se na zisku bronzových medailí. Zúčastnil se i mistrovství světa v roce 1982.

## Ligová bilance
| Ročník                                   | Zápasy | Góly | Klub          |
| ---------------------------------------- | ------ | ---- | ------------- |
| 1. československá fotbalová liga 1970/71 | 25     | 1    | Baník Ostrava |
| 1. československá fotbalová liga 1971/72 | 25     | 0    | Baník Ostrava |
| 1. československá fotbalová liga 1972/73 | 30     | 0    | Baník Ostrava |
| 1. československá fotbalová liga 1973/74 | 26     | 3    | Baník Ostrava |
| 1. československá fotbalová liga 1974/75 | 25     | 1    | Baník Ostrava |
| 1. československá fotbalová liga 1975/76 | 28     | 3    | Baník Ostrava |
| 1. československá fotbalová liga 1976/77 | 28     | 1    | Baník Ostrava |
| 1. československá fotbalová liga 1977/78 | 26     | 3    | Baník Ostrava |
| 1. československá fotbalová liga 1978/79 | 26     | 3    | Baník Ostrava |
| 1. československá fotbalová liga 1979/80 | 24     | 1    | Baník Ostrava |
| 1. československá fotbalová liga 1980/81 | 19     | 1    | Baník Ostrava |
| 1. československá fotbalová liga 1981/82 | 26     | 5    | Baník Ostrava |
| 1. československá fotbalová liga 1982/83 | 25     | 1    | Baník Ostrava |
| 1. československá fotbalová liga 1983/84 | 13     | 1    | Baník Ostrava |
| 1. československá fotbalová liga 1984/85 | 22     | 1    | Baník Ostrava |
| 1. československá fotbalová liga 1985/86 | 12     | 1    | Baník Ostrava |
| CELKEM                                   | 381    | 26   |               |

## Trenérská kariéra
Získal první trenérskou třídu, v devadesátých letech působil několikrát na pozici asistenta trenéra a v roce 2000 byl krátce trenérem A týmu Baníku. V roce 2005 trénoval SFC Opava.